# Wolfgang Miersch
Wolfgang Miersch (* 20. Februar 1954 in Dresden) ist ein ehemaliger deutscher Radrennfahrer.

## Sportliche Laufbahn
Miersch begann bei der SG Dynamo Dresden-Nord mit dem Radsport, wechselte später zum SC Dynamo Berlin. Erste Erfolge hatte er 1972, als er sowohl bei der Kinder- und Jugendspartakiade als auch bei den DDR-Meisterschaften seiner Altersklasse die Silbermedaille im Mannschaftszeitfahren gewann. Danach wechselte er zum SC Dynamo Berlin, wo er auch seine Laufbahn beendete.
1973 fuhr er seine erste DDR-Rundfahrt und beendete die Tour beim Sieg von Dieter Gonschorek auf dem 9. Rang des Gesamtklassements. Dabei gewann er die Wertung für den besten Nachwuchsfahrer. 1974 wurde er bei den DDR-Straßenmeisterschaften Zweiter hinter Hans-Joachim Hartnick. In jenem Jahr wurde er auch Mitglied der Nationalmannschaft und startete bei der Slowakei-Rundfahrt (34. Platz), sowie in der Jugoslawien-Rundfahrt (54. Platz).  

## Familiäres
Sein älterer Bruder Karl-Heinz Miersch war ebenfalls Radrennfahrer.